# Bommenwerper

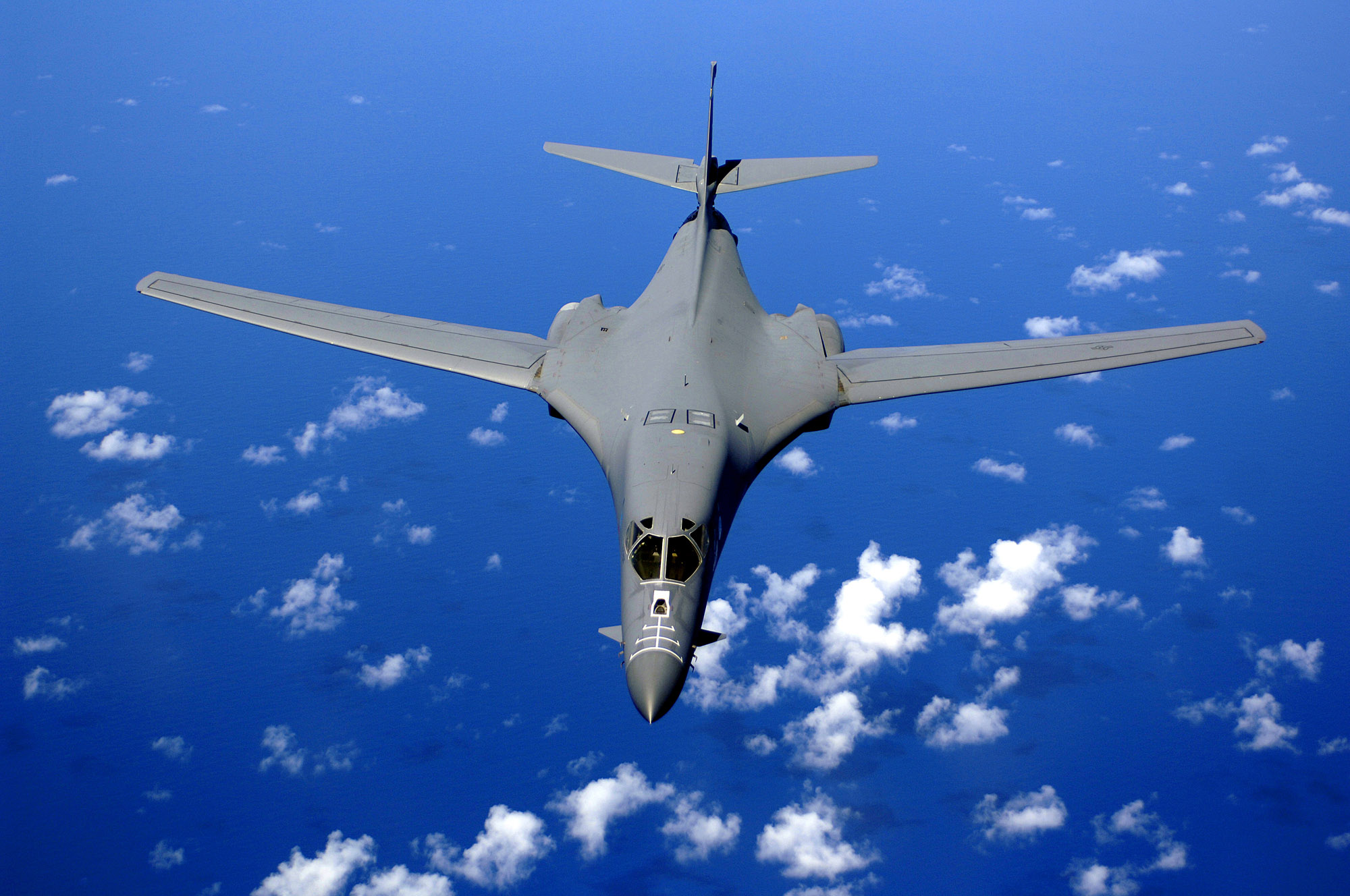
B-1 Lancer

Een bommenwerper is een militair vliegtuig dat is ontworpen om gronddoelen aan te vallen met vliegtuigbommen. Er bestaan verschillende types bommenwerpers.
De eerste bommenwerpers waren kleine toestellen met een klein vliegbereik en een geringe bommenlast. Tijdens de twee wereldoorlogen maakte de ontwikkeling van bommenwerpers grote sprongen. Er ontstonden bommenwerpers die de hele wereld konden rondvliegen met een grote bommenlast. In de laatste decennia van de 20e eeuw kwam de nadruk meer te liggen op technologie zoals stealth en slimme wapensystemen.

## Types
Geleidelijk ontstonden speciaal voor het bombarderen ontworpen vliegtuigtypes:
- Strategische bommenwerpers zijn vooral ontworpen om doelen op grote afstand aan te vallen, zoals bases met voorraden, bruggen, fabrieken, en scheepswerven. Voorbeelden: B-17 Flying Fortress, Avro Lancaster, B-52 Stratofortress, B-2 Spirit, B-1 Lancer, Tupolev Tu-16, Tupolev Tu-160.
- Tactische bommenwerpers voor luchtsteun van grondtroepen zijn ontworpen om over een slagveld te vliegen en tactische doelen aan te vallen zoals tanks, troepenconcentraties, bruggen, stations, etc. Voorbeelden: Fairey Battle, Junkers Ju-87 (Stuka), Henschel Hs 129, Ilyushin Il-2, A-10 Warthog, Sukhoi Su-25, Heinkel He 111 en Heinkel He 177. Tegen schepen kunnen niet alleen bommen, maar ook torpedo's worden gebruikt. In de Tweede Wereldoorlog zijn ook lucht-grondraketten ontwikkeld, die sindsdien verder ontwikkeld zijn tot geleide wapens.
- Jachtbommenwerpers (fighter-bombers) zijn toestellen met een meervoudige rol. Ze kunnen worden uitgerust zowel voor luchtgevechten als voor tactische acties tegen gronddoelen. Voorbeelden: Hawker Typhoon, F/A-18 Hornet en de Panavia Tornado.

Strategische bommenwerpers hebben dikwijls enige vorm van luchtafweergeschut, maar ze zijn niet ontworpen op luchtgevechten met andere vliegtuigen. Ze zijn relatief groot, traag, en slecht manoeuvreerbaar. Zeker op individuele missies zijn ze kwetsbaar voor vijandelijke jachtvliegtuigen. Tijdens de Tweede Wereldoorlog werden bommenwerpers zelfs uit de lucht geramd in taran aanvallen. Als vijandelijke luchtaanvallen worden verwacht, moeten ze worden begeleid door jachtvliegtuigen. Door in grote aantallen in formatie te vliegen (tijdens WO II) werden vijandelijke jachtvliegtuigen een doelwit voor het gezamenlijke afweergeschut, waardoor de kwetsbaarheid ook werd verminderd.
Aanvalsvliegtuigen die zijn bewapend voor gronddoelen, zijn kleiner, sneller en wendbaarder dan strategische bommenwerpers, maar minder goed dan straaljagers en ze voeren onvoldoende wapens voor langdurige luchtgevechten, tenzij ze hiervoor speciaal zijn bewapend. Toestellen voor grondaanvallen worden doorgaans gecamoufleerd in de kleuren van vegetatie, terwijl ze lichtblauw of grijs worden geschilderd indien ze worden ingezet voor luchtgevechten op grotere hoogte.

## Geschiedenis

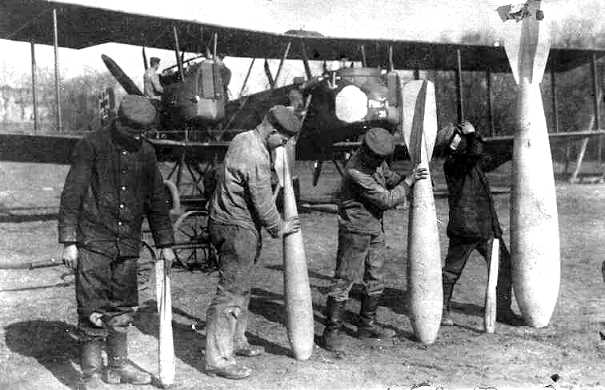
De Duitse Gotha G.V met verschillende formaten van bommen

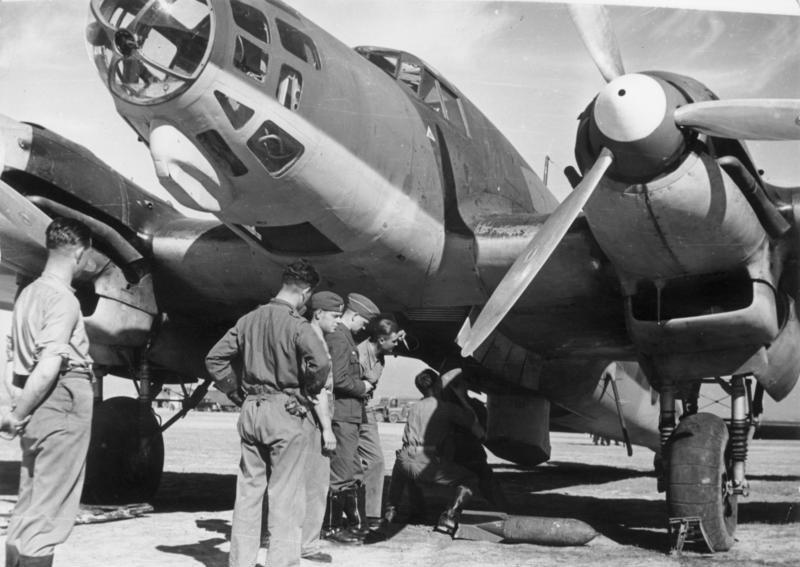
Een Heinkel He 111 E van het Condorlegioen

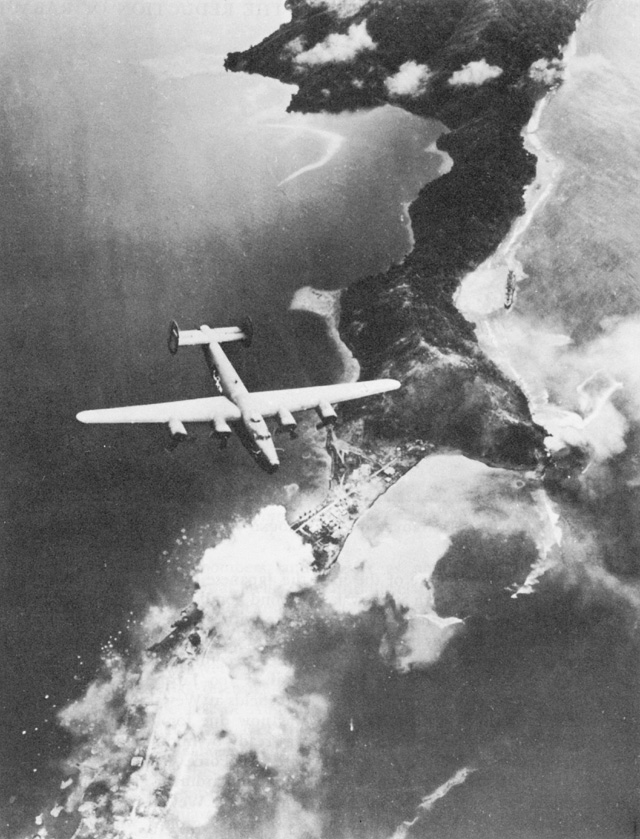
Een B-24 Liberator tijdens een missie

In 1908 had William Henry Pickering het idee dat men in oorlogstijd explosieven op de vijand zou kunnen werpen, een misvatting genoemd. In 1910 oefende het Amerikaanse leger met het afwerpen van vliegtuigbommen. Het eerste bombardement vanuit een vliegtuig vond plaats in 1911, tijdens een Italiaanse aanval op het Ottomaanse Rijk. En nog voor het uitbreken van de Eerste Wereldoorlog begonnen landen als Oostenrijk-Hongarije, Frankrijk, Duitsland en Rusland al met de ontwikkeling van gespecialiseerde bommenwerpers. Het Verenigd Koninkrijk begon hiermee pas in 1914. Tijdens die oorlog werden bommenwerpers voor het eerst grootschalig ingezet.

### Eerste Wereldoorlog
Aanvankelijk werden alle vliegtuigtypes gebruikt voor bombardementen. Maar al snel kwam er vraag naar vliegtuigen die een grote bommenlast tot boven het vijandige achterland konden vervoeren en in staat waren zichzelf te verdedigen. De eerste echte bommenwerper in de oorlog was de Franse Voisin die aanvankelijk een bommenlast van 60 kg kon vervoeren. Tegen het einde van de oorlog was dat dankzij krachtigere motoren 300 kg geworden. Er werden aparte bommenwerpereskaders gevormd. De eerste viermotorige bommenwerper, de Ilja Moeromets, werd door Igor Sikorsky ontworpen voor het Russische leger. Dit toestel kon tot 1000 kg aan bommen vervoeren en vliegen op een hoogte van 2700 m. Er werd ook ingezet op de vliegduur. Door de Gotha G.V konden de Duitsers Londen bombarderen en de Engelsen voerden met de Handley Page Type O bombardementen uit op Keulen en Ludwigshafen.
Er werden verschillende strategieën ontwikkeld voor het gebruik van bommenwerpers. Dit ging van tactische ondersteuning op het slagveld tot strategische bombardementen op militaire of civiele doelen. Ook zeppelins werden gebruikt om bommen mee te werpen, maar hiertegen werd al snel een effectieve luchtverdediging georganiseerd.
De eerste (kleine) bommen werden met de hand afgeworpen. Maar al snel kwamen er bevestigingssystemen onderaan het vliegtuig en bommenruimen in het vliegtuig. De grootte van de bommen groeide met die van de vliegtuigen.

### Interbellum
De ontwikkeling van nieuwe bommenwerpers volgde die van de andere vliegtuigtypes. Eendekkers vervingen tweedekkers en metalen frames vervingen hout en canvas. Ook de vliegtuigmotoren werden steeds krachtiger. Bommenwerpers werden gebruikt tijdens de Spaanse Burgeroorlog. De Sovjet-Unie leverde bommenwerpers aan de Republikeinen en de Italianen aan generaal Franco. Maar vooral het Duitse Condorlegioen speelde een sleutelrol in Spanje en deed belangrijke gevechtservaring op in bombardementsvluchten.

### Tweede Wereldoorlog
De Duitse Luftwaffe beschikte bij het begin van de oorlog over verschillende types bommenwerpers. Tijdens de Blitzkrieg werd gebruik gemaakt van luchtbombardementen, zoals op Rotterdam. Nadien volgde de Blitz. Aanvankelijk werden Britse vliegvelden geviseerd, maar al snel werd overgeschakeld op het bombarderen van Britse steden. Het ontbrak Duitsland echter aan strategische bommenwerpers met voldoende bommenlast en vliegbereik.
De Britten en de Amerikanen zetten wel in op gespecialiseerde bommenwerpers voor strategische bombardementen, bijvoorbeeld de Britse Avro Lancaster en de Amerikaanse B-24 Liberator of B-17 Flying Fortress. Deze vliegtuigen speelden een belangrijke rol bij de bombardementen op Duitsland en Japan en de door hen bezette gebieden. De Amerikaanse B-29 was de meest geavanceerde strategische bommenwerper van zijn tijd en het enige toestel dat de Atoombommen op Hiroshima en Nagasaki kon afwerpen.

### Koude Oorlog
Tijdens de Koude Oorlog ontstond een wapenwedloop tussen de Verenigde Staten en de Sovjet-Unie. Dit gold ook voor de ontwikkeling van bommenwerpers. Technologische sprongen van de ene partij, meestal de Verenigde Staten, werden door de andere partij gekopieerd. Het begon met de Sovjet bommenwerper Toepolev Tu-4, een kopie van de B-29 waarvan de Amerikanen tijdens de oorlog enkele exemplaren hadden bezorgd aan de Sovjet-Unie.
Er werden bommenwerpers met een steeds groter vliegbereik gebouwd. Er werden bommenwerpers gebouwd die konden bijtanken in de lucht. Daarnaast werd gewerkt aan een hogere snelheid en een hoger plafond om aan luchtverdedigingsjagers te ontkomen. Hiervoor werden straalvliegtuigen met pijlvleugels ontwikkeld zoals de Amerikaanse B-47 Stratojet en de Sovjet tegenhanger Toepolev Tu-16.
In de jaren 1950 stelden de Verenigde Staten en de Sovjet-Unie hun nieuwe intercontinentale bommenwerpers met nucleaire capaciteit voor: respectievelijk de B52-Stratofortress en de Mjasisjtsjev M-4. Het Verenigd Koninkrijk ontwikkelde de V-bommenwerpers (Vulcan en Victor). In de jaren 1960 leek het of dit type bommenwerpers achterhaald was door de ontwikkeling van intercontinentale langeafstandsraketten. Maar de ontwikkeling van strategische bommenwerpers ging verder met de Amerikaanse Rockwell B-1 en de Sovjet Toepolev Tu-22M, de eerste strategische bommenwerper met verstelbare vleugels.

## Huidige tijd
Er is nu een evolutie van gewone bommen die afgeworpen worden door de zwaartekracht naar met laser of GPS of radar of camera of infraroodcamera geleide wapens die met kleinere Circular Error Probable hun doel raken en ook bewegende doelen kunnen raken en naar zweefbommen met uitklapbare vleugels zoals de SPICE of de HOPE/HOSBO en door vliegtuigen gelanceerde kruisvluchtwapens zoals de Storm Shadow en de Taurus KEPD 350 en door vliegtuigen gelanceerde lucht-grondraketten zoals de hypersonische Ch-47M2 Kinzjal die van ver naar hun doel gelanceerd kunnen worden.

## Lijst van bommenwerpers
- Lijst van bommenwerpers.